# 脇屋主三
脇屋主三（わきやしゅぞう　wakiya syuzo）は、いずれの団体にも属さず、個展（千葉、新潟、群馬、東京）と舞台美術（群馬県民会館、前橋市民文化会館、国立劇場、群馬音楽センター等でのシャンソン・カンツォーネ・ジャズ・創作舞台）を中心として活動する画家である。

## 略歴
千葉市に生まれ、現在の東吾妻町岩下に育つ。
1958年〜
群馬大学教育学部美術科　清水刀根研究室、長崎大学教育学部美術科　小林研究室。
朝から晩まで絵画制作に没頭し、特にこの頃、デッサン力を磨く。
1964年〜
群馬大学教育学部芸術科を卒業。この頃より舞台美術の仕事も始める。
D･Aシケイロス（ダビッド・アルファロ・シケイロス）に師事するためにメキシコに渡る。師の指導を受けるかたわら、ホテルメヒコの壁画制作に参加。日本人による岡本太郎の作品も同時進行。
日本人展（メキシコオリンピック）、個展（メキシコ外務省文化局、日本大使館主催 サントリー共催）。
制作を続けながらロサンゼルス・サンフランシスコ・ワシントン・ニューヨーク・ダラス・シカゴ・カナダ・中南米を訪れる。特にマヤ文明に興味をもち、グアテマラのチチカステナンゴ・ケツアルテナンゴ等の奥地へ入ることが多くなる。
1971年〜
帰国、個展。1972年に油彩画の技術を学ぶためにヨーロッパに渡航し、A・フェルナンデスに宗教画を師事。定住しながらフランス・イギリス・スイス・イタリア・モロッコ等の美術館を巡る。この頃より風景画も描くようになる。
1974年〜
帰国後はいずれの団体にも属さず、個展（千葉、新潟、群馬、東京）と舞台美術（群馬県民会館、前橋市民文化会館、国立劇場、群馬音楽センター等でのシャンソン・カンツォーネ・ジャズ・創作舞台）で現在にいたる。

## 主な作品
- 日本の原風景を水彩画・油彩画で描く[3]

## 書籍

### 作品集
- 脇屋主三の絵画とその世界（作品集、朝日印刷工業株式会社　制作・印刷）出版[4]

## 関連施設・団体
- 「尾瀬の郷親善大使」に任命される